# Khaled al-Alkami
Khaled al-Alkami, auch Khalid al-Alkami (arabisch خالد العلكمي, DMG Ḫālid al-ʿAlkamī), ist ein saudi-arabischer Journalist und Schriftsteller, der seit September 2017 inhaftiert ist.

## Leben und Werk
Khaled al-Alkami betrieb einen Twitter-Account. Er hat 403.000 Follower. Er wurde am 9. September 2017 in seinem Heimatland verhaftet.
Die Menschenrechtsorganisation SALAM kritisierte im Mai 2018 die andauernde „willkürliche“ Haft von al-Alkami. Er sei nur deshalb in Haft, weil er geschrieben habe, die ökonomische Reform des Landes sei wertlos ohne politische Reform.
Die amerikanische Tageszeitung New York Times und die österreichische Tageszeitung Der Standard setzten seine Verhaftung in einen Kontext der mehrfachen Unterdrückung von kritischen Stimmen: "Vergangenes Jahr wurde ein saudi-arabischer Twitteraccount mit dem Namen „Ahmed“ gesperrt. Auch der Schriftsteller Khaled al-Alkami […] sitzt in Saudi-Arabien seit September 2017 im Gefängnis, so wie die Brüder des in Kanada lebenden Regimekritikers Omar Abdulaziz." In englischsprachigen Medien wurde der Twitteraccount als „Ahmad“ bezeichnet. Die Regimekritiker hätten laut Standard nur eines gemeinsam: „Ihre Namen scheinen laut New York Times in einem Bericht der Unternehmensberatungsfirma McKinsey auf. Der 2017 erschienene, neunseitige Bericht […] analysiere die Reaktionen auf sozialen Medien, vor allem Twitter, zu jenen Sparmaßnahmen, die 2015 in Saudi-Arabien umgesetzt wurden.“
Laut McKinsey soll es in Bezug auf die Sparmaßnahmen „deutlich mehr negative als positive Reaktionen“ gegeben haben. Al-Alkami, Abdulaziz und „Ahmed“ sollen „zu den tragenden Stimmen gehört“ haben. Die Unternehmensberatungsfirma zeigte sich jedoch über die Möglichkeit „entsetzt“, dass der Report von Riad benutzt worden sein könnte, um Kritiker zum Schweigen zu bringen. Er sei „nur für interne Zwecke mit öffentlich verfügbaren Daten erstellt worden.“ Der Standard schreibt weiters: Die Verhaftung von al-Alkami und andere Maßnahmen seien Teil einer „großangelegte Einschüchterungskampagne im Königreich“. Auch Business Insider teilte diese Ansicht. Es existiere eine Trollarmee, die weiterhin Saud al-Qahtani unterstehe, dem ehemaligen Berater von MbS. Von Roboterprofilen sei der Hashtag „Wir alle haben Vertrauen in Mohammed bin Salman“ weltweit am häufigsten geteilt worden.

## Veröffentlichungen
folgen